# En dan (film)
En dan ( v izvirniku One Day), je romantična drama iz leta 2011. Režiral jo je Lone Scherfig, scenarij pa je napisal David Nicholls. Film je svetovno premiero doživel 8. avgusta 2011, v Sloveniji pa se je začel predvajati 22. septembra 2011. 
Je zgodba o prijateljstvu Emme Morley in Dexterja Mayhewa. Po prvi skupaj preživeti noči, 15. julija 1988, se razideta, a medsebojna vez ni nikoli prekinjena. Naslednjih dvajset let, vselej 15. julija, spremljamo njuno naklonjenost, nesoglasja, sanje, zamujene priložnosti, smeh in solze. Skupaj in narazen, nekje sredi življenjskega popotovanja, spoznata, da je bilo tisto, kar sta iskala in o čemer sta sanjala, že ves čas pred njunimi očmi.

## Igralska zasedba
- Anne Hathaway kot Emma Morley
- Jim Sturgess kot Dexter Mayhew
- Romola Garai kot Sylvie
- Rafe Spall kot Ian
- Ken Scott kot Steven, Dexterjev oče
- Patricia Clarkson kot Allison, Dexterjeva mati
- Jodie WHittaker kot Tilly
- Jamie Sives kot g. Jamie Hazeel
- Georgia King kot Suki Meadows
- Matt Berry kot Aaron
- Matthew Beard kot Murray Cope